# Platyscelidae
Platyscelidae é uma família de anfípodes pertencentes à ordem Amphipoda.
Géneros:
- Dithyrus Dana, 1852
- Hemityphis Claus, 1879
- Paratyphis Claus, 1879
- Platyscelus Spence Bate, 1861
- Tetrathyrus Claus, 1879